# 韦尔达
韦尔达（德語：Werda）是德国萨克森州的市镇，隶属于福格特兰县。总面积为13.56平方千米，截至2023年12月31日总人口为1,465人。